# Comitatul Gladwin, Michigan
Comitatul Gladwin, conform originalului din engleză Gladwin County este unul din cele 72 de comitate din statul Michigan din Statele Unite ale Americii.
Fondat în 1831, comitatul este situat în centrul statului, pe peninsula inferioară (engleză Lower Peninsula). Sediul comitatului este localitatea omonimă, Gladwin GR6, care este și cea mai populată localitate.
Conform datelor furnizate de United States Census Bureau în urma recensământului din anul 2000, populația fusese 26.023 de locuitori.

## Geografie

### Comitate adiacente
- Comitatul Ogemaw (nord-est)
- Comitatul Arenac (est)
- Comitatul Midland (sud)
- Comitatul Clare (vest)
- Comitatul Roscommon (sud-vest)

## Demografie
|  | Graficele sunt indisponibile din cauza unor probleme tehnice. Mai multe informații se găsesc la Phabricator și la wiki-ul MediaWiki. |

Date: Wikidata - grafică realizată de Wikipedia